# Breitenbrunn am Neusiedler See
Breitenbrunn am Neusiedler See es una localidad del distrito de Eisenstadt-Umgebung, en el estado de Burgenland, Austria, con una población a principio del año 2018 de 1938 habitantes. 
Se encuentra ubicada al norte del estado, junto al lago Neusiedl y a poca distancia al sureste de Viena.